# Lecanodiaspis esperancei
Lecanodiaspis esperancei är en insektsart som beskrevs av Howell, in, Howell, Lambdin och Kosztara 1973. Lecanodiaspis esperancei ingår i släktet Lecanodiaspis och familjen Lecanodiaspididae. Inga underarter finns listade i Catalogue of Life.